# When We Were Young (píseň, Adele)
„When We Were Young“ je píseň britské zpěvačky Adele. Vydána byla společností XL Recordings dne 22. ledna 2016 jako druhý singl z jejího třetího alba 25. Složila ji sama Adele společně s Tobiasem Jessem, produkce se ujal Ariel Rechtshaid. „When We Were Young“ je soulová balada, zpěvačka nostalgicky vzpomíná na dávné zážitky se svým milovaným. Píseň byla pozitivně přijata hudebními kritiky. Ti vyzdvihli nejen text, ale i zpěvaččino podání skladby.

## Pozadí vzniku skladby
V průběhu práce na albu 25 se Adele po nějakou dobu potýkala s tvůrčí krizí. Nebyla si jista kvalitou práce, která byla na albu dosud provedena, proto požádala o názor producenta Ricka Rubina, který se spolupodílel na jejím předchozím albu 21. Ani Rubin nevěřil, že by se zatím hotové písně alba mohly potkat s výraznějším úspěchem a sama Adele si musela připustit, že vydání alba v této podobě by bylo poněkud uspěchané.
Na začátku roku 2015 tedy odletěla do Los Angeles, aby zde po dobu dvou měsíců pracovala s dalšími autory a producenty. Později projevila zájem o spolupráci s kanadským hudebníkem Tobiasem Jessem, poté co slyšela jeho píseň „Hollywood“. Když se jejich manažeři dohodli na podmínkách společné tvorby, strávili oba umělci téměř tři dny v družném hovoru a skládání. Výsledkem byly písně „When We Were Young“ a „Lay Me Down“. Prvně jmenovaná skladba byla složena v domě v Los Angeles, ve čtvrti Brentwood, a sice na klavíru, který Tobias zdědil po hudebním skladateli Philipu Glassovi. Na písni pracovali společně od samého začátku, Tobias přehrával akordy, zatímco Adele improvizovala s melodií a textem.
Jesso později vzpomínal na společnou tvorbu: „Neměli jsme k dispozici nahrávací studio, byl tam prostě jenom klavír a my dva. A udělali jsme hodně práce, a když říkám hodně, tak tím myslím opravdu velkou spoustu práce.“

## Kompozice a vlivy

### Hudba
„When We Were Young“ je hloubavá soulová balada. Hattie Collins z britského časopisu i-D ji nazval „třpytivou baladou sedmdesátých let.“ Je tvořena zasmušilými klavírními akordy, které dávají vyniknout Adelinu úžasnému hlasu. Zpěv střídá polohy od tichého, chraplavého po postupně sílící před očekávaným dramatickým a emocionálním vyvrcholením. Jak sama Adele dodává: „Ve vzájemném souznění mezi interpretem a autorem je opravdu cítit atmosféra sedmdesátých let. A je to hlavně Tobiasova zásluha, přesně kvůli tomu jsem si ho vybrala.“ Brian Hiatt z Rolling Stone vidí podobnost s tvorbou Eltona Johna, rovněž pak s písní Barbry Streisandové „The Way We Were“. Bruce Handy z časopisu Vanity Fair také upozorňuje na vliv Barbry Streisandové.

### Text
Nosným tématem textu balady je strach ze stárnutí, což je signifikantní pro celé album 25, nostalgické vzpomínky na dávný rozchod s milovaným člověkem a touha zastavit čas. Adele v písni tesklivě lká nad uběhlým mládím a nevyhnutelností odloučení.